# Fridericia ratzeli
Fridericia ratzeli is een ringworm uit de familie van de Enchytraeidae. De wetenschappelijke naam van de soort is voor het eerst geldig gepubliceerd in 1872 door Eisen.